# 1143
1143 (MCXLIII) je bilo navadno leto, ki se je po julijanskem koledarju začelo na petek.

## Dogodki

### Evropa
- marec - Bizantinski cesar Ivan II. Komnen stakne pri lovu sprva nedolžno prasko, ki pa se razvije v gangrenozno rano.↓
- 5. april → Ivan II. Komnen se, hudo bolan, nekaj dni pred smrtjo odpove prestolu in naslovi novega cesarja, mlajšega sina Manuela I. Komnena.
- 1. julij - Bitka pri Wiltonu: zmaga grofa Roberta Fitzroyja, brata cesarice Matilde proti silam angleškega kralja Štefana Bloiškega. Robert Fitzroy je uspel presenetiti kralja Štefana v vojaški bazi, opatiji Wilton, iz katere je nameraval oblegati Salisbury. Kralj Štefan komaj uspe pobegniti.
- Rimska komuna (1144–1193): ob novici o umirajočem papežu Inocencu II. se uprejo Rimljani in po vzoru ostalih severnih italijanskih republik ustanovijo mestno komuno.↓
- 26. september → Umrlega papeža Inocenca II. nasledi Celestin II., 165. po seznamu.[1] Cerkev vodi le pol leta. 1144 ↔
- 8. oktober - Sporazum iz Zamore: kralj Kastilije in Leona Alfonz VII. prizna ob prisotnosti papeževega legata neodvisnost Portugalske od Leona ter Afonza I. za kralja Portugalske.
- Arabist Robert iz Kettona kot del ekipe prevajalcev, ki jo vodi Peter Častitljivi,  prevede Koran v latinščino.
- Holsteinski  grof Adolf II. ustanovi mesto Lübeck.

### Bližnji vzhod in Afrika
- 26. januar -  Umrlega almoravidskega sultana Ali ibn Jusufa nasledi njegov sin Tašfin ibn Ali, ki pa ni dorasel nalogi. Razpadajoči imperij ogroža španska rekonkvista, normanski gusarji, separatistične province in povrhu vsega nova lokalna sila - Almohadi.
- 13. november - Umrlega jeruzalemskega kralja Fulka, ki se je smrtno ponesrečil pri lovu, nasledi njegov mladoletni sin Baldvin III.. Dejansko oblast ima še vedno kraljica-vdova in mati Melisenda Jeruzalemska.
- 25. december - Kronanje Baldvina III. za jeruzalemskega kralja.
- Normani pod vodstvom sicilskega kralja Rogerja II. plenijo po obali severne Afrike od Kirenajke do Giblartarja. Zaman poskusijo opleniti Ceuto.

## Rojstva
- Balian Ibelinski, križarski baron Ibelina, Caymonta († 1193)
- Beatrika I., burgundska grofica, rimsko-nemška cesarica († 1184)
- Filip I., flandrijski grof, križar († 1191)
- Friderik I., vojvoda Zgornje Lorene († 1206)
- Vilijem Lev, škotski kralj († 1214)

## Smrti
- 26. januar - Ali ibn Jusuf, almoravidski sultan (* 1083)
- 8. april - Ivan II. Komnen, bizantinski cesar (* 1087)
- 24. september - Papež Inocenc II.
- 13. november - Fulk V., anžujski grof in jeruzalemski kralj (* 1092)

Neznan datum
- Agnes Nemška, hčerka cesarja Henrika IV., švabska vojvodinja, avstrijska markiza (* 1072)
- Kakuban, japonski budistični menih, ločina šingon (* 1095)
- Hugo II., burgundski vojvoda (* 1084)
- Vilijem iz Malmesburyja, angleški zgodovinar (* 1095)
- Al-Zamahšari, perzijski filozof (* 1075)